# Lucas 12

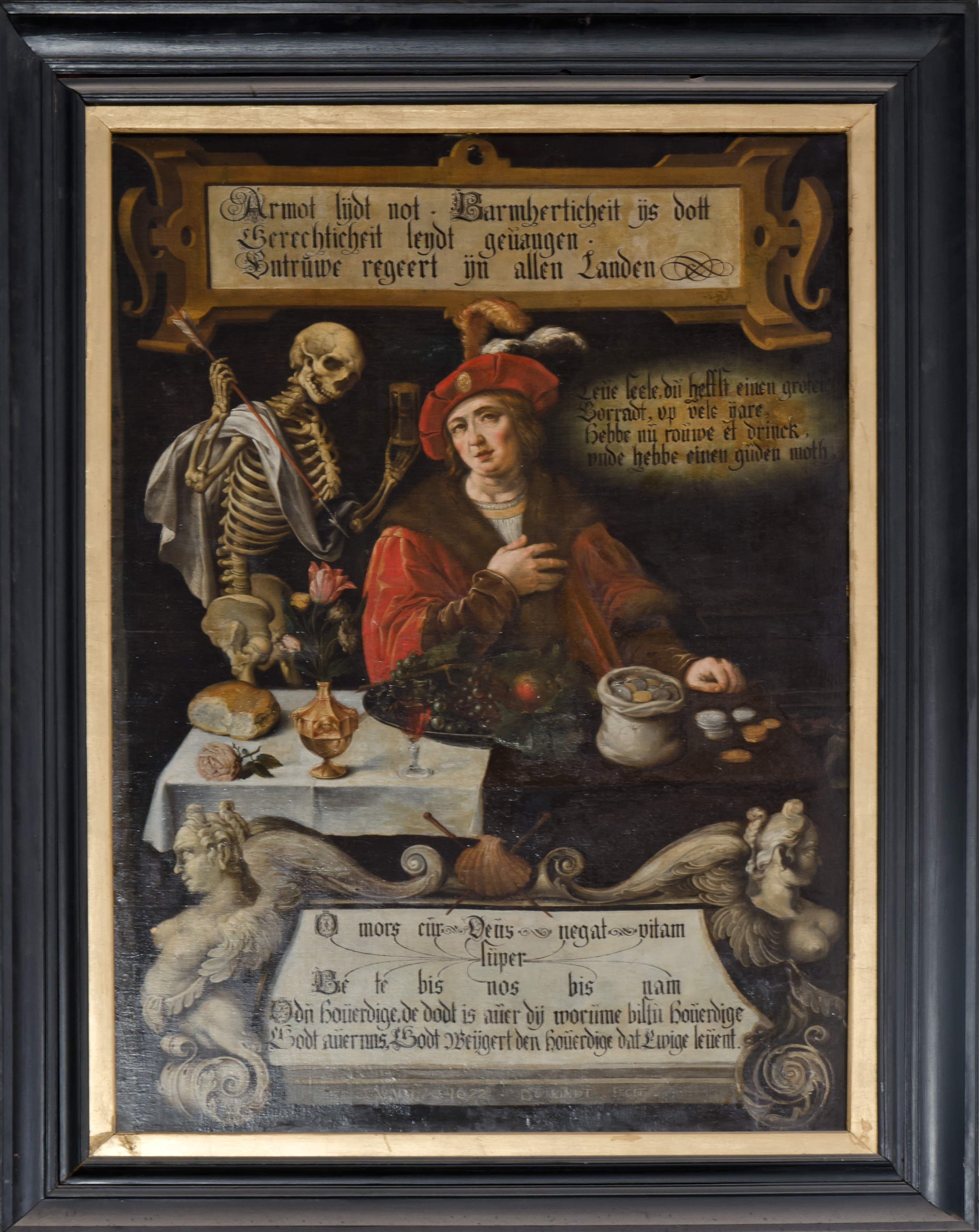
"Parábola do Rico Insensato", uma das várias parábolas de Jesus neste capítulo.

Lucas 12 é o décimo-segundo capítulo do Evangelho de Lucas no Novo Testamento da Bíblia e relata diversas parábolas e ensinamentos de Jesus.

## Narrativa

### Ensinamentos

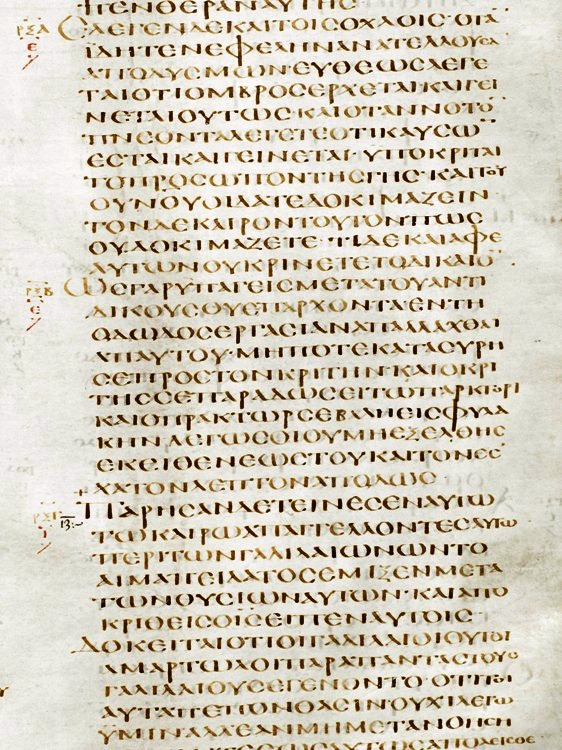
Fólio do Codex Alexandrinus (c. 400-440) com até.

O primeiro trecho deste capítulo está dividido em três partes. Primeiro Jesus alerta sobre os riscos da mentira e da hipocrisia, afirmando que «Nada há encoberto, que se não venha a descobrir; nem oculto, que se não venha a saber.» (Lucas 12:2), um trecho que tem relações com Mateus 10 (Mateus 10:26–27). Em seguida, Jesus ensina sobre o temor a Deus, relativizando a hipocrisia e o real valor das coisas perante a Deus (Lucas 12:4–7, também presente em Mateus 10:28–31). Finalmente, Jesus fala sobre a fé dos homens no Filho do Homem e trata do pecado imperdoável (Lucas 12:8–12), um relato presente também em Marcos 3 (Marcos 3:28–30) e Mateus 12 (Mateus 12:31–32).

### Parábola do Rico Insensato
Esta parábola é exclusiva do Evangelho de Lucas e ensina sobre a insensatez de dar valor exagerado à riqueza material. Na história contada por Jesus, não basta acumular os frutos das boas ações, pois, no momento decisivo, importa mais como se vive do que o se preservou do passado (Lucas 12:13–21).

### Lírios do campo
O discurso seguinte, conhecido como "Lírios do Campo", trata da preocupação excessiva com a provisão para vida em relação à confiança em Deus, que é, segundo Lucas, o grande provedor. Este trecho é similar a Mateus 6 (Mateus 6:25–34).

### Servo fiel
Segue-se a Parábola do Servo Fiel, cujo tema é a preparação do fiel para o dia do julgamento final:
| “ | «Mas sabei que se o dono da casa tivesse sabido a que hora havia de vir o ladrão, não o haveria deixado arrombar a sua casa. Estai vós também apercebidos, porque à hora que não pensais, virá o Filho do homem.» (Lucas 12:39–40) | ” |

### Não vim trazer a paz, mas a espada
Logo em seguida vem um trecho considerado um dos mais controversos dos evangelhos. Este trecho já foi interpretado de diversas formas, mas é lembrado principalmente como evidência de Jesus teria advogado a violência - um ponto de vista que é repulsivo para muitas denominações cristãs. Estas acreditam que a espada no trecho seja uma metáfora para o conflito ideológico e que Jesus jamais advogou a violência física, especialmente por que ele fala logo no versículo seguinte sobre divisões entre pais e filhos numa família:
| “ | «Vim lançar fogo à terra, e que mais quero, se ele já está aceso? Mas tenho de ser batizado com um batismo, e como me angustio até que ele se cumpra! Pensais que vim trazer paz à terra? Não, eu vo-lo digo, mas divisão; porque de ora em diante, haverá numa casa cinco pessoas divididas, três contra duas, e duas contra três; estarão divididas: o pai contra seu filho, e o filho contra seu pai; a mãe contra sua filha, e a filha contra sua mãe; a sogra contra sua nora, e a nora contra sua sogra.» (Lucas 12:49–53) | ” |

Este trecho está relatado também em Mateus 10:34–36.

### O tempo
Numa metáfora sobre o clima, Jesus adverte seus ouvintes sobre os perigos de não prestarem atenção aos sinais visíveis da época, chamando seus ouvintes de "hipócritas" por perceberem as relações meteorológicas claramente e "fingirem" não perceber as mesmas implicações nas relações sociais (Lucas 12:54–59), um episódio presente também em Mateus 5 (Mateus 25:26).

## Texto
O texto original deste evangelho foi escrito em grego koiné e alguns dos manuscritos antigos que contém este capítulo, dividido em 59 versículos, são:
- Papiro 75 (c. 175-225)
- Papiro 45 (c. 250)
- Codex Vaticanus (325-350)
- Codex Sinaiticus (330-360)
- Codex Bezae (c. 400)
- Codex Washingtonianus (c. 400)
- Codex Alexandrinus (c. 400-440)
- Codex Ephraemi Rescriptus (c. 450)